# Wyeomyia chocoensis
Wyeomyia chocoensis är en tvåvingeart som beskrevs av Porter och Wolff 2004. Wyeomyia chocoensis ingår i släktet Wyeomyia och familjen stickmyggor.
Artens utbredningsområde är Colombia. Inga underarter finns listade i Catalogue of Life.